# Mandato di cattura (film 1913)
Mandato di cattura (Der Steckbrief) è un film muto del 1913 diretto da Franz Hofer.

## Produzione
Il film fu prodotto dalla Luna-Film (Berlin).

## Distribuzione
Il film - della lunghezza di una quarantina di minuti - fu distribuito nel settembre 1913 con il titolo originale Der Steckbrief.
In Italia, il film venne distribuito con il visto di censura 2243 del 5 gennaio 1914.